# Charles Lee (fiscal general)
Charles Lee (1758 0 24 de junio de 1815) fue un abogado y político estadounidense de Virginia y sirvió como fiscal general de los Estados Unidos desde 1795 hasta 1801, después de servir como fiscal para la Ciudad de Alexandria, delegado del Condado de Fairfax, y Secretario de Estado de los Estados Unidos ad interim.

## Primeros años y familia
Charles nació en la plantación de su padre Leesylvania en el Condado de Prince William, Virginia. Un miembro de las "Primeras Familias" de Virginia, su hermano mayor fue el general Henry "Light Horse Harry" Lee. Otro hermano fue el congresista Richard Bland Lee, y el future presidente Zachary Taylor fue un primo lejano.
Lee matriculó en el College of New Jersey en Princeton, Nueva Jersey en 1775 y más tarde estudió el derecho con Jared Ingersoll en Filadelfia antes de volver a Virginia.
En 1789, Charles se casó con Anne Lee, su prima segunda y hermana de Richard Henry Lee, y vivirían en Alexandria hasta la muerte de Anne. Tenían seis hijos. En julio de 1809, Lee volvió a casarse con Margaret Scott Peyton del Condado de Fauquier. Charles y Margaret Lee tenían cuatro hijos.

## Carrera
Después de ser admitido a la abogacía, Lee fue abogado en Alexandria, junto con sus hermanos, primo, y tío. Lee tenía un bufete privado, y George Washington era cliente. Sirvió como fiscal de la ciudad de Alexandria hasta 1794, y una posición judicial hasta 1801. Lee también tenía posiciones lucrativas, como recaudador del Puerto de Alexandria, oficial de marina para el South Potomac, secretario de la Compañía Potomac, y secretario para el Consejo Común de Alexandria.
Los votantes del Condado de Fairfax eligió a Lee para ser su delegado en la Cámara de Delegados de Virginia en 1793, 1794, y 1795.
El presidenteGeorge Washington nombró a Lee fiscal general de los Estados Unidos después de la muerte de William Bradford. Lee asumió el cargo el 10 de diciembre de 1795. El sucesor de Washington, John Adams, lo retuvo como fiscal general hasta el 19 de febrero de 1801. Lee rechazó una posición en la Corte Suprema.

Después de su servicio como fisvcal general, Lee serís uno de los litigantes más destacados del Norte de Virginia y la capital. Como abogado, Lee representó a William Marbury y otros nombramientos del presidente Adams en el Caso Marbury contra Madison. También defendió al exvicepresidente Aaron Burr en su juicio para traición.
Lee también rechazó la oferta de Thomas Jefferson de nombrarlo a la Corte Suprema.[cita requerida]
Lee se murió en 1815 en el Condado de Fauquier y está enterrado en Warrenton.